# كسر الطباشير

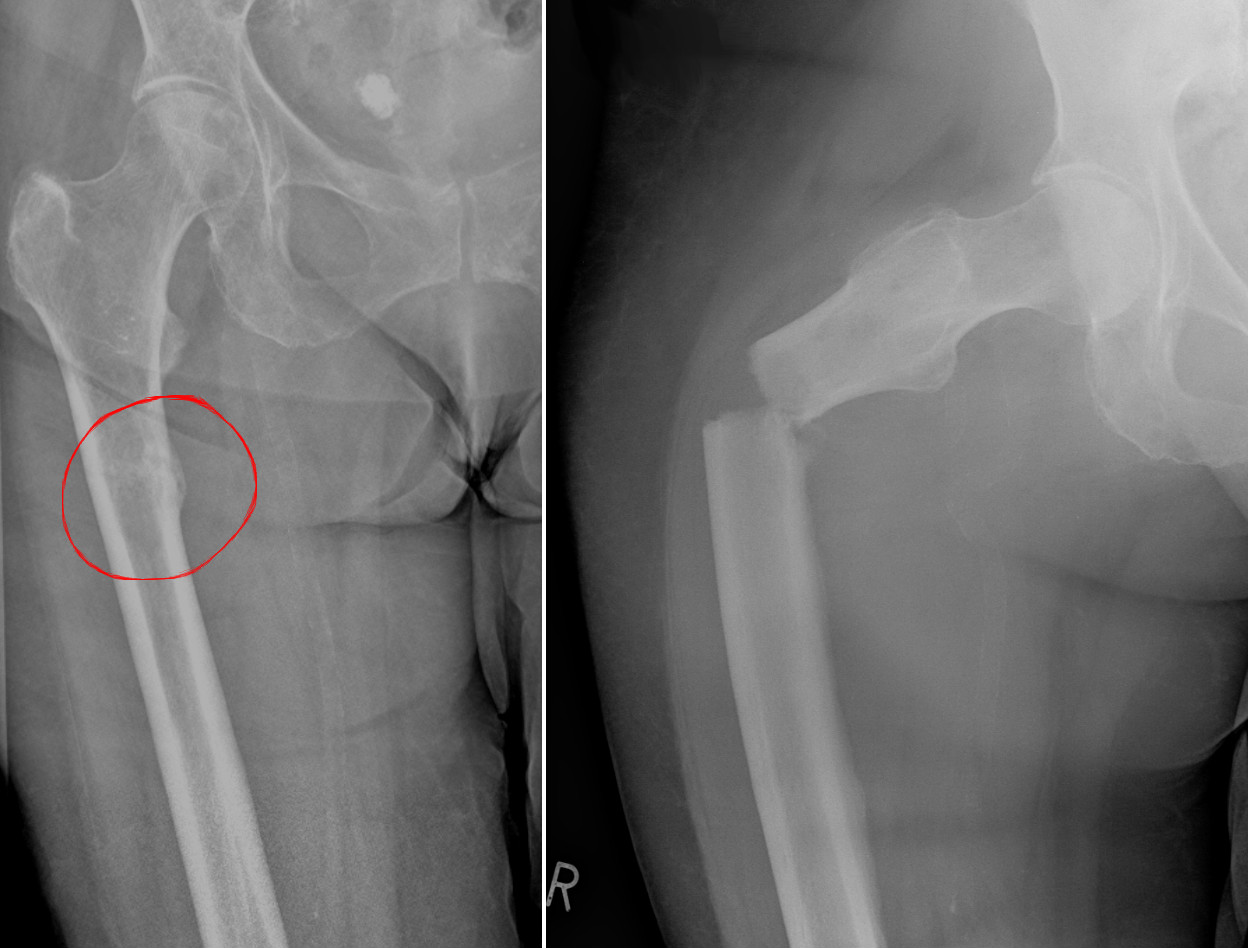
كسر الطباشير بسبب ورم خبيث من سرطان الثدي. تظهر الصورة اليسرى النقيلة ، على اليمين كسر مرضي بعد بضعة أيام.

كسور الطباشير هي كسور ، عادة ما تكون للعظام طويلة، حيث يتم فيها الكسر فيالمحور الطويل للعظم، مثل عصا مكسورة من الطباشير.  عادةً ما ينكسر العظم الصحي الطويل مثل العصا الخشبية الصلبة حيث يضيف الكولاجين في المصفوفة مرونة ملحوظة إلى المعدن ويمكن للطاقة أن تصعد وتنخفض حلقات نمو العظام. تتبع كسور عظام الأطفال نمط كسر الغصن الصغير .
كسور الطباشير شائعة بشكل خاص في مرض بادجيت ، وتصخر العظام . 